# 飾妝低線鱲
飾妝低線鱲（学名：Barilius ornatus）为輻鰭魚綱鯉形目鲤科的一個種，分布於亞洲薩爾溫江、湄公河及湄南河流域，棲息在中底層水域。